# Мотта-Балуффі
Мотта-Балуффі (італ. Motta Baluffi) — муніципалітет в Італії, у регіоні Ломбардія,  провінція Кремона.
Мотта-Балуффі розташована на відстані близько 400 км на північний захід від Рима, 100 км на південний схід від Мілана, 21 км на південний схід від Кремони.
Населення — 961 особа (2014).

## Демографія
Населення за роками:

Станом на 1 січня 2023 року в муніципалітеті офіційно проживали 53 іноземці з 12 країн, серед них 20 громадян країн Євросоюзу.

## Сусідні муніципалітети
- Челла-Даті
- Чинджа-де'-Ботті
- Роккаб'янка
- Сан-Данієле-По
- Скандолара-Равара
- Торричелла-дель-Піццо